# Djibonker
Djibonker est un village du Sénégal situé en Basse-Casamance. Il fait partie de la communauté rurale d'Enampore, dans l'arrondissement de Nyassia, le département de Ziguinchor, et la région de Ziguinchor.
Lors du dernier recensement (2002), on dénombrait 209 habitants à Djibonker Djibonher, 255 à Djibonker Ering et 87 à Djibonker Manjack.